# Истерн-Паркуэй — Бруклинский музей (линия Истерн-Паркуэй, Ай-ар-ти)
|   |   |   |   |
| · | · | · | · |

|   |   |   |   |
| · | · | · | · |

«Истерн-Паркуэй — Бруклинский музей» (англ. Eastern Parkway–Brooklyn Museum) — станция Нью-Йоркского метрополитена, расположенная на линии Истерн-Паркуэй, Ай-ар-ти. Станция находится в Бруклине, в округе Проспект Хайтс, на пересечении Вашингтон-авеню и Истерн Парквэй. На станции останавливаются маршруты: 2 (круглосуточно), 3 (круглосуточно, кроме ночи) и 4 (ночью). Экспресс-пути, проходящие под станцией, используются маршрутами 4 (круглосуточно, кроме ночи) и 5 (в будни днём).

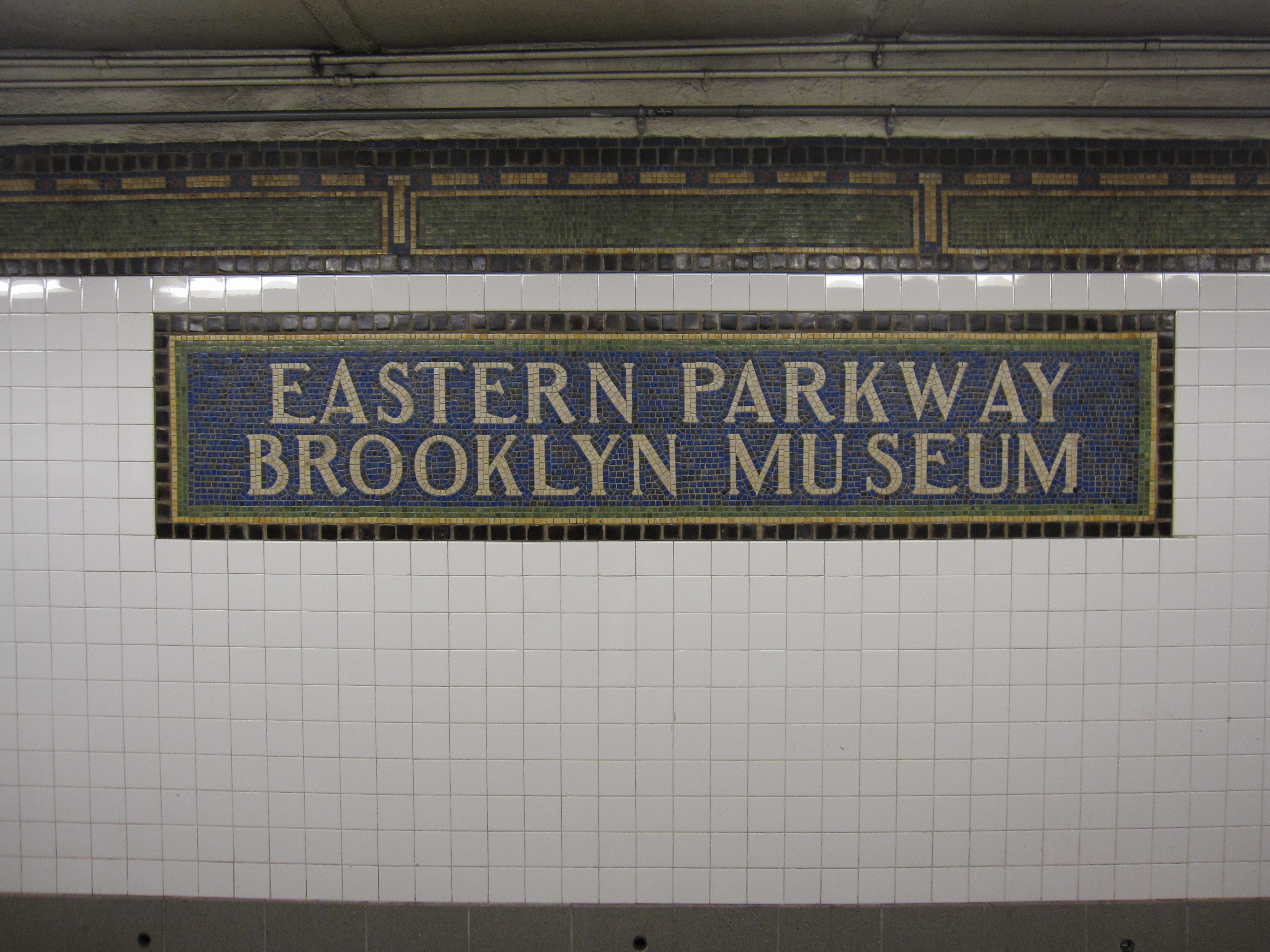
Мозаика с названием станции на стене

Станция была открыта в рамках продления линии IRT Eastern Parkway Line от Atlantic Avenue (IRT Eastern Parkway Line) дальше в Бруклин — до Crown Heights — Utica Avenue. Станция расположена на четырёхпутном участке линии. На верхнем уровне расположены локальные пути и две боковые платформы. Нижний и верхний уровни связывает служебный проход, расположенный с восточного конца платформ. Название станции представлено как мозаикой на стенах, так и в виде чёрных табличек на колоннах. Колонны окрашены в тёмно-зелёный цвет.
Единственный выход располагается с западного конца станции. Он располагается немного к западу перекрестка Вашингтон-авеню и Истерн Парквэй. Рядом с выходом расположен главный вход в Бруклинский музей. Раньше на станции был мезонин, где располагался турникетный павильон. Сейчас он закрыт, турникеты перенесены на уровень платформ, а лестницы сразу ведут на улицу.